# Littenseradeel
Littenseradeel – gmina w Holandii, w prowincji Fryzja. Jej siedzibą jest Wommels. Na terenie gminy znajduje się również kilka innych miejscowości: Baaium, Baard, Bears, Boazum, Britswert, Easterein, Easterlittens, Easterwierrum, Hidaard, Hilaard, Hinnaard, Húns, Iens, Itens, Jellum, Jorwert, Kûbaard, Leons, Lytsewierrum, Mantgum, Reahûs, Rien, Spannum, Waaksens, Weidum, Winsum, Wiuwert oraz Wjelsryp.